# Lactistomyia insolita
Lactistomyia insolita är en tvåvingeart som beskrevs av Axel Leonard Melander 1902. Lactistomyia insolita ingår i släktet Lactistomyia och familjen puckeldansflugor. Inga underarter finns listade i Catalogue of Life.